# Gle Tobong
Gle Tobong är en kulle i Indonesien.   Den ligger i provinsen Aceh, i den västra delen av landet, 1 800 km nordväst om huvudstaden Jakarta. Toppen på Gle Tobong är 84 meter över havet.
Terrängen runt Gle Tobong är platt åt sydost, men åt nordväst är den kuperad. Havet är nära Gle Tobong åt nordost.Runt Gle Tobong är det mycket tätbefolkat, med 1 177 invånare per kvadratkilometer. Närmaste större samhälle är Sigli, 10,8 km öster om Gle Tobong. Trakten runt Gle Tobong består till största delen av jordbruksmark.